# Festival de la Cançó d'Eurovisió 1975
El XX Festival de la Cançó d'Eurovisió va tenir lloc el 22 de març de 1975 a Estocolm. La presentadora va ser Karin Falck, i la victòria final va estar a les mans del grup holandès Teach-In amb el tema "Ding-a-dong". Aquesta va ser la primera vegada en què va guanyar un país que actua en la primera posició.
Aquell va ser l'any en què es va estrenar el sistema de votació actual, segons el qual cada país dona 12 punts a la seva cançó favorita, 10 a la segona, 8 a la tercera i de 7 a 1 a les següents fins a la desena.

## Resultats

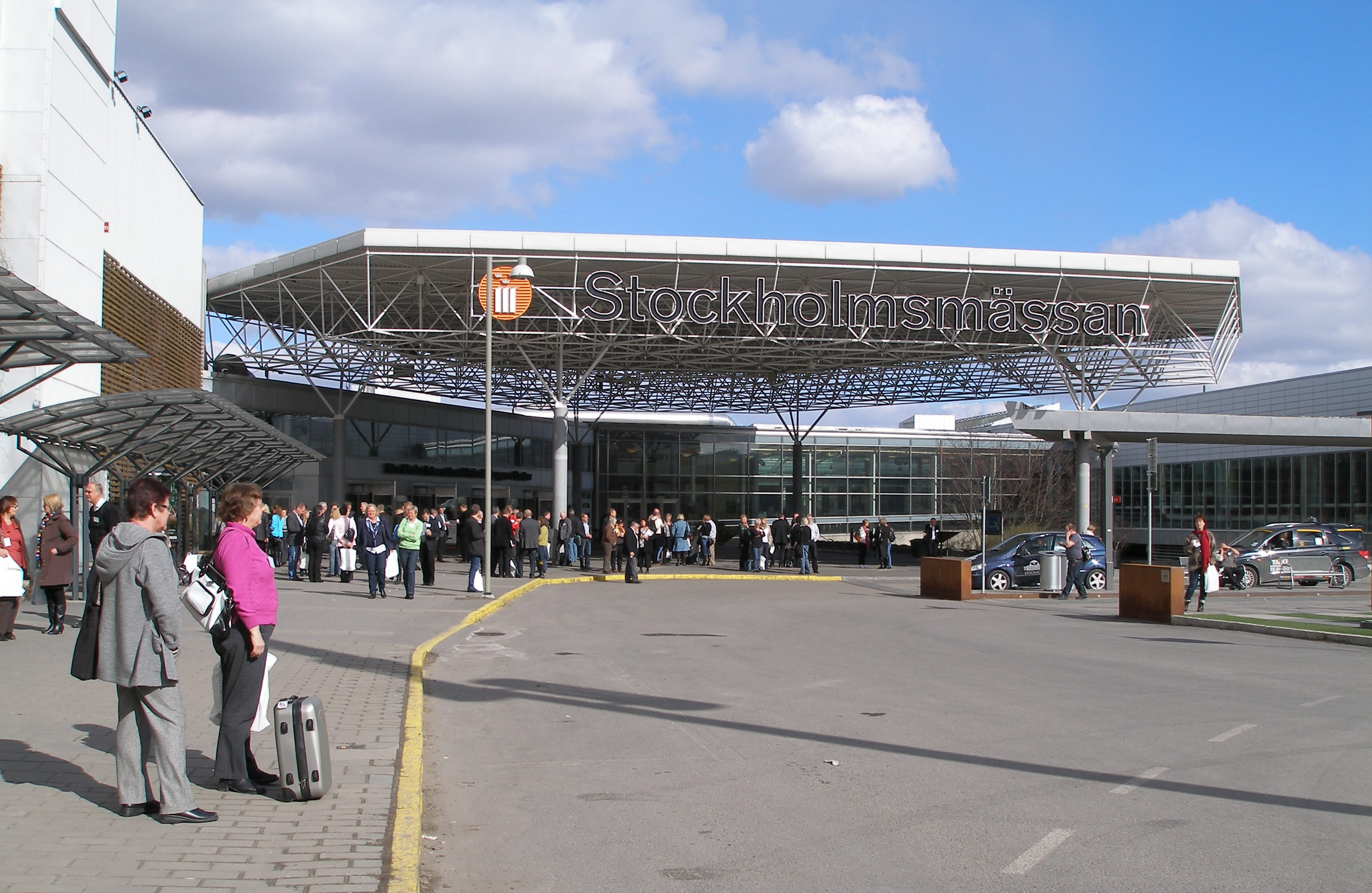
Stockholmsmässan, seu del festival.

El primer a votar va ser els Països Baixos, que va donar els 12 punts a Luxemburg, país que es va posicionar primer al principi del tot. El Regne Unit li va arrabassar el lloc posteriorment, encara que els britànics estaven bastant prop del seu immediat seguidor: els Països Baixos. L'Estat neerlandès, a meitat de votació, va pujar posicions fins on estava el Regne Unit, i van estar lluitant, fins que els Països Baixos va treure un bon avantatge a Regne Unit. En l'últim vot, l'italià, ja se sabia matemàticament la victòria neerlandesa.

Països participants.
Països que hi van participar al passat però no el 1975.

| #  | País i TV               | Intèrpret(s)       | Cançó                          | Traducció                     | Idioma            | Lloc | Ptes. |
| -- | ----------------------- | ------------------ | ------------------------------ | ----------------------------- | ----------------- | ---- | ----- |
| 1  | Països Baixos NOS       | Teach-In           | Ding-a-dong                    | -                             | Anglès            | 1    | 152   |
| 2  | Irlanda RTÉ             | The Swarbriggs     | That's what friends are for    | Per a això estan els amics    | Anglès            | 9    | 68    |
| 3  | França TF1              | Nicole Rieu        | Et bonjour à toi l'artiste     | I bon dia a tu, artista       | Francès           | 4    | 91    |
| 4  | Alemanya Occidental ARD | Joy Fleming        | Ein Lied kann eine Brücke sein | Una cançó pot ser un pont     | Alemany/Anglès    | 17   | 15    |
| 5  | Luxemburg CLT           | Géraldine          | Toi                            | Tu                            | Francès           | 5    | 84    |
| 6  | Noruega NRK             | Ellen Nikolaysen   | Touch my life (with summer)    | Toca la meva vida (amb estiu) | Anglès            | 18   | 11    |
| 7  | Suïssa SSR SRG          | Simone Drexel      | Mikado                         | -                             | Alemany           | 6    | 77    |
| 8  | Iugoslàvia JRT          | Pepel In Kri       | Dan ljubezni                   | Un dia d'amor                 | Eslovè            | 14   | 22    |
| 9  | Regne Unit BBC          | The Shadows        | Let me be the one              | Deixa'm ser l'únic            | Anglès            | 2    | 138   |
| 10 | Malta MTPBS             | Renato             | Singing this song              | Cantant aquesta cançó         | Anglès            | 12   | 32    |
| 11 | Bèlgica BRT             | Ann Christy        | Gelukkig zijn                  | Ser feliç                     | Neerlandès/Anglès | 15   | 17    |
| 12 | Israel IBA              | Shlomo Artzi       | At va'ani                      | Tu i jo                       | Hebreu            | 11   | 40    |
| 13 | Turquia TRT             | Semiha Yankı       | Seninle bir dakika             | Un minut amb tu               | Turc              | 19   | 3     |
| 14 | Mònaco TMC              | Sophie             | Une chanson c'est une lettre   | Una cançó és una carta        | Francès           | 13   | 22    |
| 15 | Finlàndia YLE           | Pihasoittajat      | Old-man fiddle                 | Vell violinista               | Anglès            | 7    | 74    |
| 16 | PortugalRTP             | Duarte Mendes      | Madrugada                      | Matinada                      | Portuguès         | 16   | 16    |
| 17 | Espanya TVE             | Sergio y Estíbaliz | Tu volverás                    | Tu tornaràs                   | Castellà          | 10   | 53    |
| 18 | Suècia SR               | Lars Berghagen     | Jennie, Jennie                 | -                             | Anglès            | 8    | 72    |
| 19 | Itàlia RAI              | Wess & Dori Ghezzi | Era                            | -                             | Italià            | 3    | 115   |

## Taula de vots
|                                     |               | Resultats |                     |           |         |        |            |            |                    |         |        |         |        |           |          |                    |        |        |    |    |
| Països Baixos                       | Irlanda       | França    | Alemanya Occidental | Luxemburg | Noruega | Suïssa | Iugoslàvia | Regne Unit | República de Malta | Bèlgica | Israel | Turquia | Mònaco | Finlàndia | Portugal | Espanya franquista | Suècia | Itàlia |    |    |
| Participants                        | Països Baixos |           | 8                   | 5         | 8       | 10     | 12         | 6          | 8                  | 12      | 12     | 3       | 12     | 4         | 10       | 10                 | 7      | 12     | 12 | 1  |
| Participants                        | Irlanda       | 6         |                     | 6         | 0       | 0      | 4          | 7          | 1                  | 6       | 4      | 12      | 0      | 0         | 0        | 1                  | 4      | 3      | 10 | 4  |
| Participants                        | França        | 8         | 12                  |           | 0       | 0      | 0          | 3          | 0                  | 8       | 7      | 2       | 7      | 1         | 7        | 0                  | 12     | 8      | 8  | 8  |
| Participants                        | Alemanya      | 0         | 0                   | 0         |         | 8      | 0          | 0          | 0                  | 0       | 3      | 0       | 0      | 0         | 0        | 0                  | 0      | 4      | 0  | 0  |
| Participants                        | Luxemburg     | 12        | 10                  | 3         | 0       |        | 0          | 0          | 7                  | 3       | 5      | 0       | 6      | 5         | 0        | 5                  | 8      | 6      | 4  | 10 |
| Participants                        | Noruega       | 2         | 0                   | 0         | 0       | 0      |            | 0          | 0                  | 0       | 0      | 0       | 0      | 0         | 2        | 0                  | 0      | 0      | 0  | 7  |
| Participants                        | Suïssa        | 7         | 2                   | 10        | 6       | 2      | 1          |            | 0                  | 5       | 6      | 8       | 0      | 7         | 5        | 4                  | 2      | 0      | 0  | 12 |
| Participants                        | Iugoslàvia    | 3         | 4                   | 0         | 2       | 0      | 0          | 0          |                    | 0       | 0      | 5       | 0      | 0         | 0        | 0                  | 1      | 0      | 7  | 0  |
| Participants                        | Regne Unit    | 4         | 3                   | 12        | 10      | 12     | 7          | 8          | 12                 |         | 8      | 10      | 10     | 0         | 12       | 7                  | 5      | 10     | 5  | 3  |
| Participants                        | Malta         | 1         | 0                   | 8         | 0       | 5      | 2          | 4          | 2                  | 0       |        | 7       | 1      | 2         | 0        | 0                  | 0      | 0      | 0  | 0  |
| Participants                        | Bèlgica       | 5         | 0                   | 0         | 7       | 0      | 0          | 0          | 3                  | 0       | 0      |         | 0      | 0         | 0        | 0                  | 0      | 0      | 2  | 0  |
| Participants                        | Israel        | 10        | 1                   | 1         | 1       | 1      | 5          | 2          | 0                  | 1       | 0      | 1       |        | 6         | 0        | 3                  | 0      | 0      | 6  | 2  |
| Participants                        | Turquia       | 0         | 0                   | 0         | 0       | 0      | 0          | 0          | 0                  | 0       | 0      | 0       | 0      |           | 3        | 0                  | 0      | 0      | 0  | 0  |
| Participants                        | Mònaco        | 0         | 0                   | 0         | 3       | 4      | 0          | 0          | 0                  | 2       | 1      | 0       | 2      | 0         |          | 2                  | 3      | 0      | 0  | 5  |
| Participants                        | Finlàndia     | 0         | 5                   | 0         | 12      | 6      | 10         | 12         | 5                  | 4       | 0      | 0       | 8      | 0         | 8        |                    | 0      | 1      | 3  | 0  |
| Participants                        | Portugal      | 0         | 0                   | 2         | 0       | 0      | 0          | 0          | 0                  | 0       | 0      | 0       | 0      | 12        | 0        | 0                  |        | 2      | 0  | 0  |
| Participants                        | Espanya       | 0         | 7                   | 0         | 5       | 0      | 3          | 5          | 4                  | 0       | 0      | 4       | 4      | 3         | 4        | 8                  | 0      |        | 0  | 6  |
| Participants                        | Suècia        | 0         | 0                   | 7         | 0       | 7      | 8          | 1          | 6                  | 7       | 2      | 0       | 3      | 8         | 6        | 6                  | 6      | 5      |    | 0  |
| Participants                        | Itàlia        | 0         | 6                   | 4         | 4       | 3      | 6          | 10         | 10                 | 10      | 10     | 6       | 5      | 10        | 1        | 12                 | 10     | 7      | 1  |    |
| LA TAULA ESTÀ ORDENADA PER APARICIÓ |               |           |                     |           |         |        |            |            |                    |         |        |         |        |           |          |                    |        |        |    |    |

### Màximes puntuacions
Després de la votació els països que van rebre 12 punts (màxima puntuació que podia atorgar el jurat) van ser:
| Núm. | A             | De                                                  |
| ---- | ------------- | --------------------------------------------------- |
| 6    | Països Baixos | Noruega, Regne Unit, Malta, Israel, Espanya, Suècia |
| 4    | Regne Unit    | França, Luxemburg, Iugoslàvia, Mònaco               |
| 2    | Finlàndia     | Alemanya, Suïssa                                    |
| 2    | França        | Irlanda, Portugal                                   |
| 1    | Irlanda       | Bèlgica                                             |
| 1    | Itàlia        | Finlàndia                                           |
| 1    | Luxemburg     | Països Baixos                                       |
| 1    | Portugal      | Turquia                                             |
| 1    | Suïssa        | Itàlia                                              |

### Jurat espanyol
El jurat espanyol estava presentat per José Maria Íñigo i compost pel cap de retransmissions de TVE i president Alfonso Lapeña, el metge Ángel Díez, l'actor José Luis López Vázquez, la directora del Banc de la Dona Piedad García de la Rasilla, la coreògrafa i professora de dansa Ana Lázaro, l'estudiant Vicente López, la infermera Esperanza Manzanares, l'estudiant Gerardo Prieto, l'atleta Fernando Cerrada, l'actriu Carmen de la Maza i la psicòloga María Ángeles de los Reyes.

## Controvèrsies
Els tècnics de la televisió sueca van refusar emetre el festival via satèl·lit a Xile, ja que TVN (membre associat de la UER) tenia plans per transmite. El rebuig dels treballadors suecs va ser en protesta contra la dictadura militar que regia el país sud-americà des del cop d'estat de l'11 de setembre de 1973 encapçalat per Augusto Pinochet.